# Montreuil-sur-Loir
Montreuil-sur-Loir är en kommun i departementet Maine-et-Loire i regionen Pays de la Loire i nordvästra Frankrike. Kommunen ligger i kantonen Tiercé som tillhör arrondissementet Angers. År 2022 hade Montreuil-sur-Loir 565 invånare.

## Befolkningsutveckling
Antalet invånare i kommunen Montreuil-sur-Loir
| Referens: INSEE |